# VIe législature de la république démocratique de Sao Tomé-et-Principe
 (mai 2025).
Si vous disposez d'ouvrages ou d'articles de référence ou si vous connaissez des sites web de qualité traitant du thème abordé ici, merci de compléter l'article en donnant les références utiles à sa vérifiabilité et en les liant à la section « Notes et références ».

Composition de l'Assemblée nationale au 2 janvier 1999 :

La VIe législature de la république démocratique de Sao Tomé-et-Principe est un cycle parlementaire qui s'ouvre le 2 janvier 1999 pour s'achever le 18 février 2002, à la suite des élections législatives du 8 novembre 1998.
Le Mouvement pour la libération de Sao Tomé-et-Principe – Parti social-démocrate détient la majorité à l'Assemblée nationale, dont Francisco Fortunato Pires est le président.

## Liste de députés
| Élu                       | Parti | Parti     |
| ------------------------- | ----- | --------- |
| Francisco Fortunato Pires |       | MLSTP-PSD |
| Francisco da Silva        |       | PCD-GR    |

## Composition du bureau
- Président : Francisco Fortunato Pires